# Челена
Челена (итал. Cellena) је насеље у Италији у округу Гросето, региону Тоскана.
Према процени из 2011. у насељу је живело 77 становника. Насеље се налази на надморској висини од 704 м.